# 263e régiment d'artillerie
Le 263e régiment d'artillerie de campagne (263e RAC) est un régiment d'artillerie de l'armée française qui a combattu lors de la Première Guerre mondiale.

## Création et différentes dénominations
- mi-novembre 1916 : formation de l'artillerie de la 162e division d'infanterie (AD/162) avec trois groupes de canons de 75[1] :
  - Deux « groupes de sortie » du 53e régiment d'artillerie de campagne
  - Un groupe territorial du 28e régiment d'artillerie de campagne
- avril 1917 : création du 263e régiment d'artillerie de campagne[1]
- janvier 1919 : dissolution du 263e régiment d'artillerie de campagne[2], création du 53e /263e régiment d'artillerie de campagne de marche[3]

## Liste des chefs de corps
- avril 1917 - juillet 1918 : lieutenant-colonel Atger[4]
- juillet 1918 - janvier 1919 : lieutenant-colonel Costier[4]

## Historique des opérations et garnisons du régiment

### Première Guerre mondiale
Le régiment est créé en avril 1917 à partir de l'artillerie divisionnaire de la 162e division d'infanterie.

## Décorations

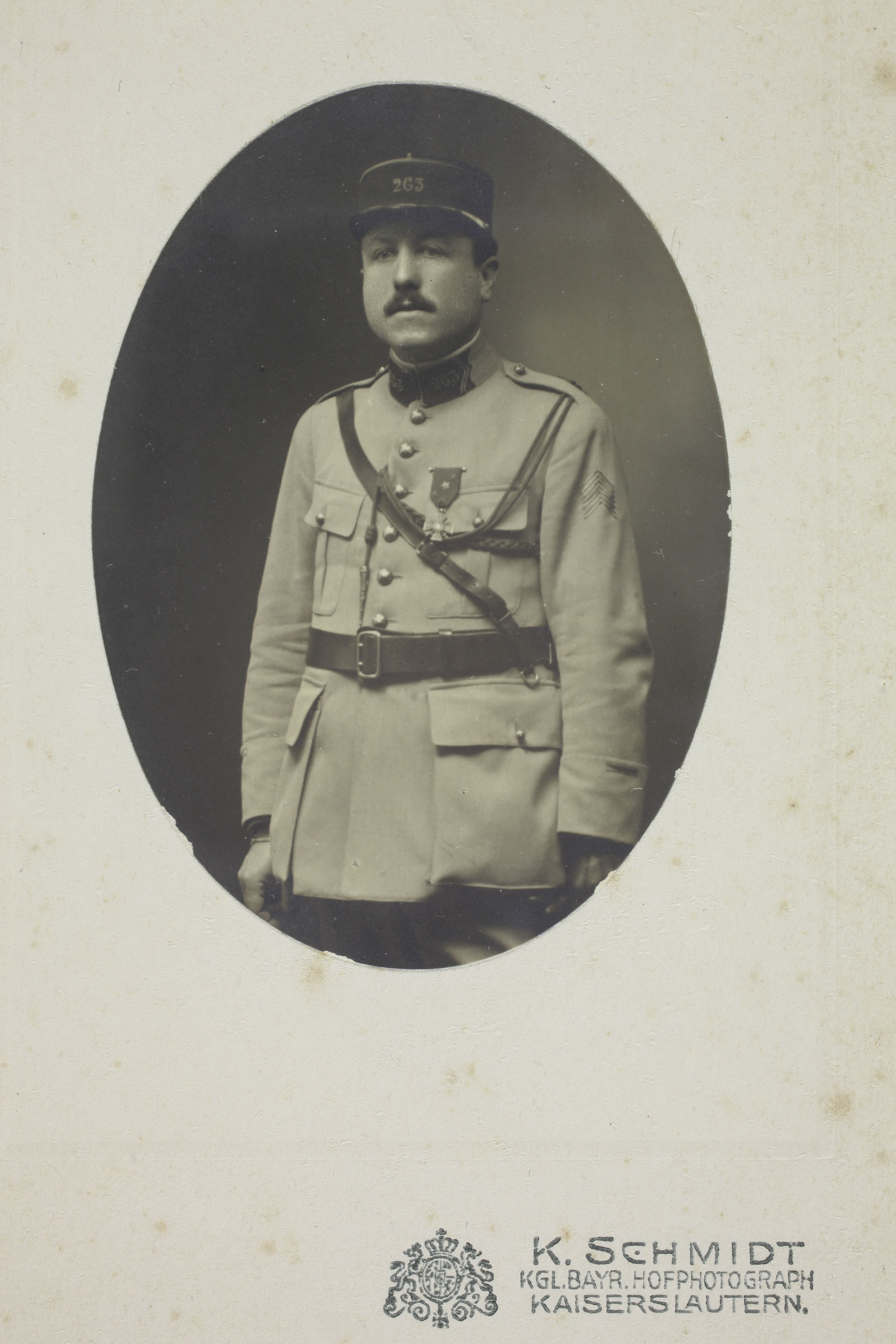
Sous-lieutenant du avec la fourragère, février 1919.

Deux fois cité à l'ordre de l'armée, le régiment reçoit le droit de porter la fourragère aux couleurs de la croix de guerre 1914-1918 le 31 janvier 1919, veille de sa dissolution.

## Sources et bibliographie
- Lieutenant-colonel Perrier, Historique du 53e régiment d'artillerie pendant la Grande Guerre : 2 août 1914-20 janvier 1919, Clermont-Ferrand, Impr. générale de Bussac, 1923, 107 p. (lire en ligne)
- Historique du 263e régiment d'artillerie, Clermont-Ferrand, Imprimerie générale De Bussac, 1922, 27 p. (lire en ligne)